# Диодато
Антонио Диодато (итал. Antonio Diodato, род. 30 августа 1981, Аоста), более известный как просто Диодато  —  итальянский автор-исполнитель и актёр.
В 2020 стал победителем фестиваля в Сан-Ремо 2020 с песней «Fai rumore». Представитель Италии на конкурсе песни «Евровидение-2020».

## Биография

### Влияние
По словам Диодато, большое влияние на него оказало творчество Pink Floyd, Фабрицио Де Андре, Луиджи Тенко, Доменико Модуньо и Radiohead.

### Личная жизнь
Состоял в отношениях с певицей Леванте, в 2019 году пара рассталась.

## Дискография

### Студийные альбомы
- 2013 – E forse sono pazzo
- 2014 – A ritrovar bellezza
- 2017 – Cosa siamo diventati
- 2020 – Che vita meravigliosa

### Синглы
- 2013 – Amore che vieni amore che vai
- 2014 – Babilonia
- 2014 – Se solo avessi un altro
- 2014 – I miei demoni
- 2014 – Eternità
- 2016 – Mi si scioglie la bocca
- 2017 – Di questa felicità
- 2017 – Cretino che sei
- 2018 – Adesso (совместно с Roy Paci)
- 2018 – Essere semplice
- 2019 – Il commerciante
- 2019 – Non ti amo più
- 2019 – Che vita meravigliosa
- 2020 – Fai rumore

## Фильмография

### Актёрская карьера
- 2019 – «Un'avventura», режиссёра Марко Даньели

1. 1 2 3  https://www.rollingstone.it/artista/diodato/